# Juan Miguel Echevarría
Juan Miguel Echevarría (* 11. srpna 1998) je kubánský atlet, specializující se na skok daleký, halový mistr světa z roku 2018.

## Kariéra
Jeho prvním startem v kategorii dospělých bylo mistrovství světa v Londýně v roce 2017, v kvalifikaci skočil 786 cm a skončil patnáctý. V březnu 2018 se stal mistrem světa v skoku dalekém na halovém šampionátu v Birminghamu výkonem 846 cm. Při svém startu na mítinku Zlatá tretra v Ostravě v červnu 2018 vylepšil svůj osobní rekord na 868 cm.
10. března 2019 doletěl na závodech Copa Cuba v Havaně do vzdálenosti 892 cm, ovšem s nadlimitní podporou větru 3,3m/s.

## Osobní rekordy
- skok daleký (venku) – 868 cm (2018)
- skok daleký (hala) – 846 cm (2018)